# Banat (Michigan)
Banat è un'area non incorporata degli Stati Uniti d'America situata nella contea di Menominee, in Michigan. La cittadina, fondata nel 1909 da coloni austro-ungheresi, deriva dal distretto di Banat, un tempo situato nell'Impero austro-ungarico.